# Sturmgeschütz-Brigade 261
De Sturmgeschütz-Abteilung 261 / Sturmgeschütz-Brigade 261 / Heeres-Sturmgeschütz-Brigade 261 / Heeres-Sturmartillerie-Brigade 261 was tijdens de Tweede Wereldoorlog een Duitse Sturmgeschütz-eenheid van de Wehrmacht ter grootte van een afdeling, uitgerust met gemechaniseerd geschut. Deze eenheid was een zogenaamde Heerestruppe, d.w.z. niet direct toegewezen aan een divisie, maar ressorterend onder een hoger commando, zoals een legerkorps of leger.
Deze Sturmgeschütz-eenheid kwam in actie aan het oostfront gedurende zijn hele bestaan en eindigde de oorlog in Oostenrijk.

## Krijgsgeschiedenis

### Sturmgeschütz-Abteilung 261
Sturmgeschütz-Abteilung 261 werd opgericht in Altengrabow op 1 juli 1943. De eerste inzet van de Abteilung vond al plaats op 10 augustus rond Charkov. Later volgde de terugtocht naar de Dnjepr. Op 5 januari 1944 werd de Abteilung ingedeeld bij het 11e Legerkorps en vocht in de Slag om Korsun.
Op 14 februari 1944 werd de Abteilung omgedoopt in Sturmgeschütz-Brigade 261

### Sturmgeschütz-Brigade 261
Na de zware verliezen werd de brigade in mei/juni 1944 weer heropgebouwd op Oefenterrein Posen.
Op 10 juni 1944 werd de brigade omgedoopt in Heeres-Sturmgeschütz-Brigade 261.

### Heeres-Sturmgeschütz-Brigade 261
Ook bij deze omdoping bleef de samenstelling gelijk. De brigade werd naar Heeresgruppe Nord getransporteerd en kwam op 2 augustus onder bevel van het 38e Legerkorps in Oost-Letland en vanaf 2 oktober onder het 50e Legerkorps rond Riga en zo de Koerland pocket in. De brigade leed daarbij zo zware verliezen dat deze teruggebracht werd naar Burg en daar in oktober/november 1944 compleet heropgebouwd werd. Ook een Begleit-Grenadier-Batterie werd toegevoegd.
Daarop werd op 6 december 1944 de brigade omgedoopt in Heeres-Sturmartillerie-Brigade 261.

### Heeres-Sturmartillerie-Brigade 261
De brigade werd in de winter 1944/45 naar Hongarije gebracht en kwam daar in actie. In maart 1945 werd deelgenomen aan Operatie Eisbrecher. In april 1945 volgde een terugtocht naar Oostenrijk.
De laatste maand van de oorlog, in april/mei 1945 was de brigade korpsreserve van Korps Bünau.

### Einde
De Heeres-Sturmartillerie-Brigade 261 capituleerde op 8 mei 1945 met Korps Bünau tussen Enns en Steyr aan de 65e en 71e Amerikaanse Infanteriedivisies.

## Samenstelling
- Staf
- 1e Batterij
- 2e Batterij
- 3e Batterij
- Begleit-Grenadier-Batterie, ofwel een compagnie begeleidingssoldaten, vanaf december 1944

## Commandanten
| Rang                                | Naam          | Begin         | Eind          |
| ----------------------------------- | ------------- | ------------- | ------------- |
| Hauptmann Major vanaf februari 1944 | Günter Kokott | 1 juli 1943   | augustus 1944 |
| Hauptmann                           | Fritz Konopka | augustus 1944 | april 1945    |